# Franciscains conventuels de Russie
55° 45′ 35,08″ N, 37° 33′ 24,18″ E

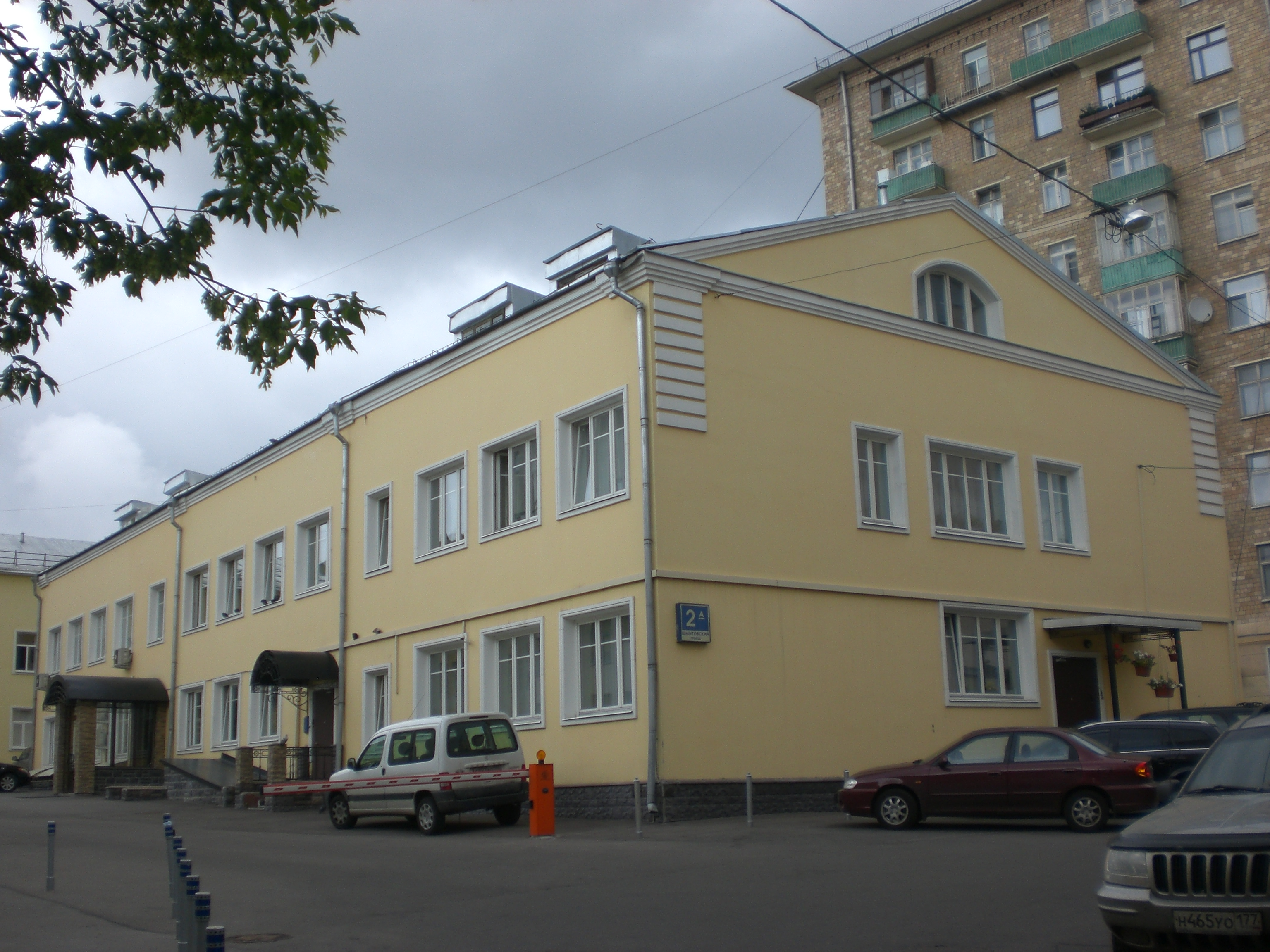
Couvent Saint-François d'Assise à Moscou

Les Franciscains conventuels de Russie, appartenant au Premier Ordre de la famille franciscaine fondée en 1209, font partie de la custodie de Saint-François formée en 2001 à Moscou.

## Histoire
Le premier Franciscain à venir en Moscovie fut un Italien du nom de Giovanni Plano Carpini (en français Jean de Plan Carpin) en 1245, ancien compagnon de saint François d'Assise, et qui fut provincial chez les Saxons. Il avait fondé un couvent à Riga en 1238 et est envoyé par le pape Innocent IV pour convertir le khan de la Horde d'or. Il revient faire son rapport à Lyon en 1247.
Alexandre IV envoie ensuite des missions à partir de 1260 en Crimée, dans les territoires de l'embouchure de la Volga, tandis que des moines se dirigent vers la lointaine Asie et créent des vicariats. Celui de Russie existe à partir du XIVe siècle avec l'avancée de moines polonais, dans ce qui est aujourd'hui le nord de l'Ukraine, qui établissent de petits couvents. Le premier évêque de Galitch en 1360 est un Franciscain. Toutefois le vicariat de Russie est englobé par la province polonaise en 1430. 
Par la suite Pierre le Grand permit leur rétablissement en Russie impériale pour s'occuper des communautés polonaises ou allemandes catholiques et de leurs petits hospices. Ils sont dispersés à la révolution d'Octobre, puis disparaissent.
Ils reviennent à l'invitation de Mgr Tadeusz Kondrusiewicz (de) en 1993 qui appelle une petite communauté de conventuels venue de Pologne. La custodie comprend en 2009 une quarantaine de moines originaires de Pologne, de Russie, et d'anciens satellites de l'URSS, comme la Biélorussie, la Lituanie, le Kazakhstan et l'Ukraine, ainsi que de Roumanie et des États-Unis. Leur terrain d'activité évangélisatrice se situe en Russie d'Europe.
Les communautés se sont regroupées en février 2001, après décision du chapitre général de l'Ordre, dans la nouvelle custodie de Russie, placée sous le patronage de saint François d'Assise, autour de trois couvents : celui de Moscou, celui de Saint-Pétersbourg et celui de Kalouga. La communauté de Tcherniakhovsk (près de Kaliningrad), fondée auparavant par la province de Gdansk, s'est jointe à la custodie en 2002, suivie en 2004 du couvent d'Astrakhan et de la mission d'Elista qui appartenaient à la province de Cracovie.
Le custode de 2005 à 2018 est le P. Nikolaï Doubinine, O.F.M.Conv.